# ISO 3166-2:CK
ISO 3166-2:CK é a entrada para Ilhas Cook em ISO 3166-2, parte do padrão ISO 3166 publicado pela Organização Internacional para Padronização (ISO), que define códigos para os nomes das principais subdivisões (por exemplo, províncias ou estados) de todos os países codificados em ISO 3166-1. Atualmente não há códigos ISO 3166-2 estão definidos na entrada para Ilhas Cook. Ilhas Cook é oficialmente atribuído a ISO 3166-1 alfa-2 código CK.